# Traktat Grzymułtowskiego

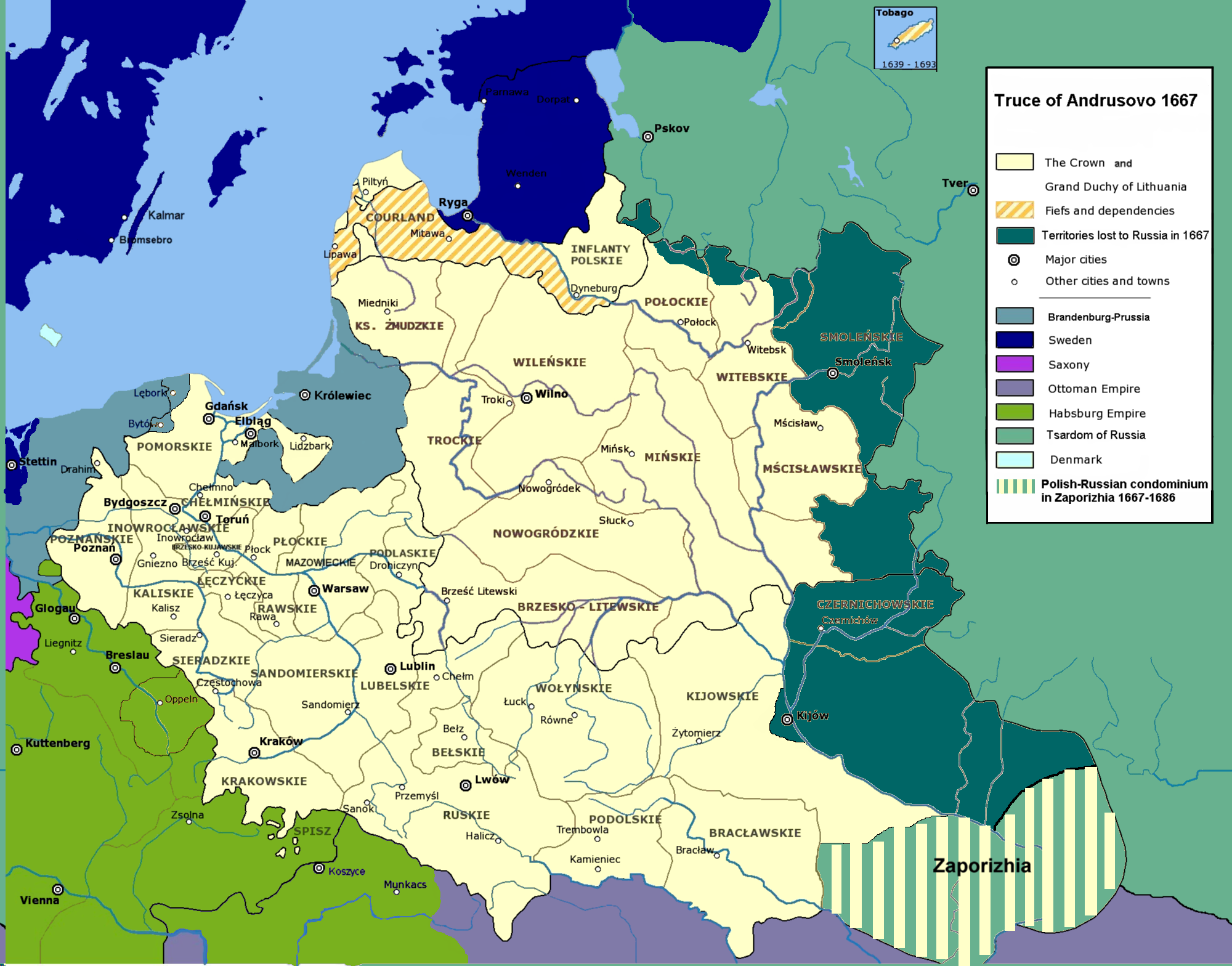
Kolorem ciemnozielonym zaznaczono ziemie zatrzymane przez Rosję po rozejmie andruszowskim

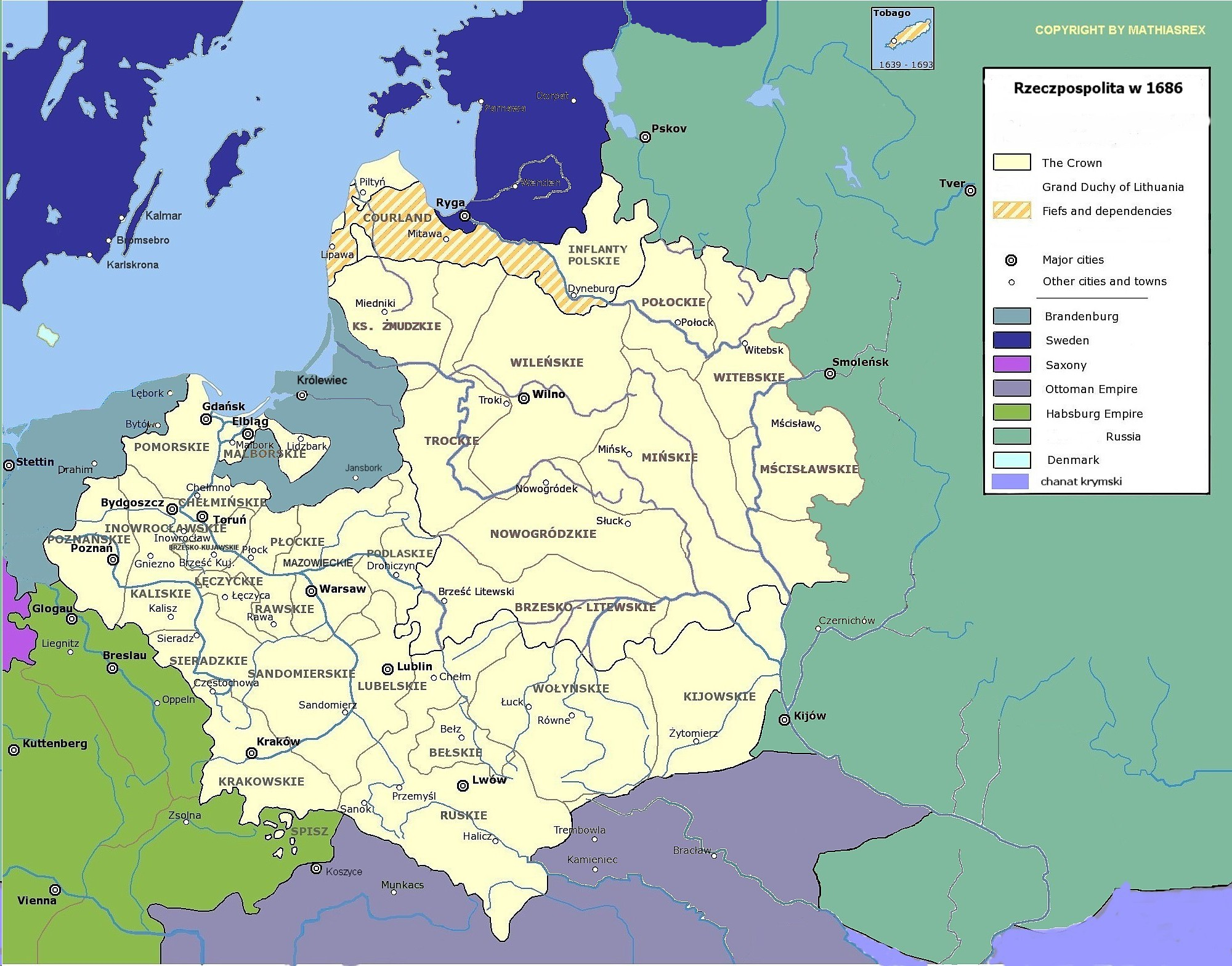
Rzeczpospolita i jej sąsiedzi w 1686 roku

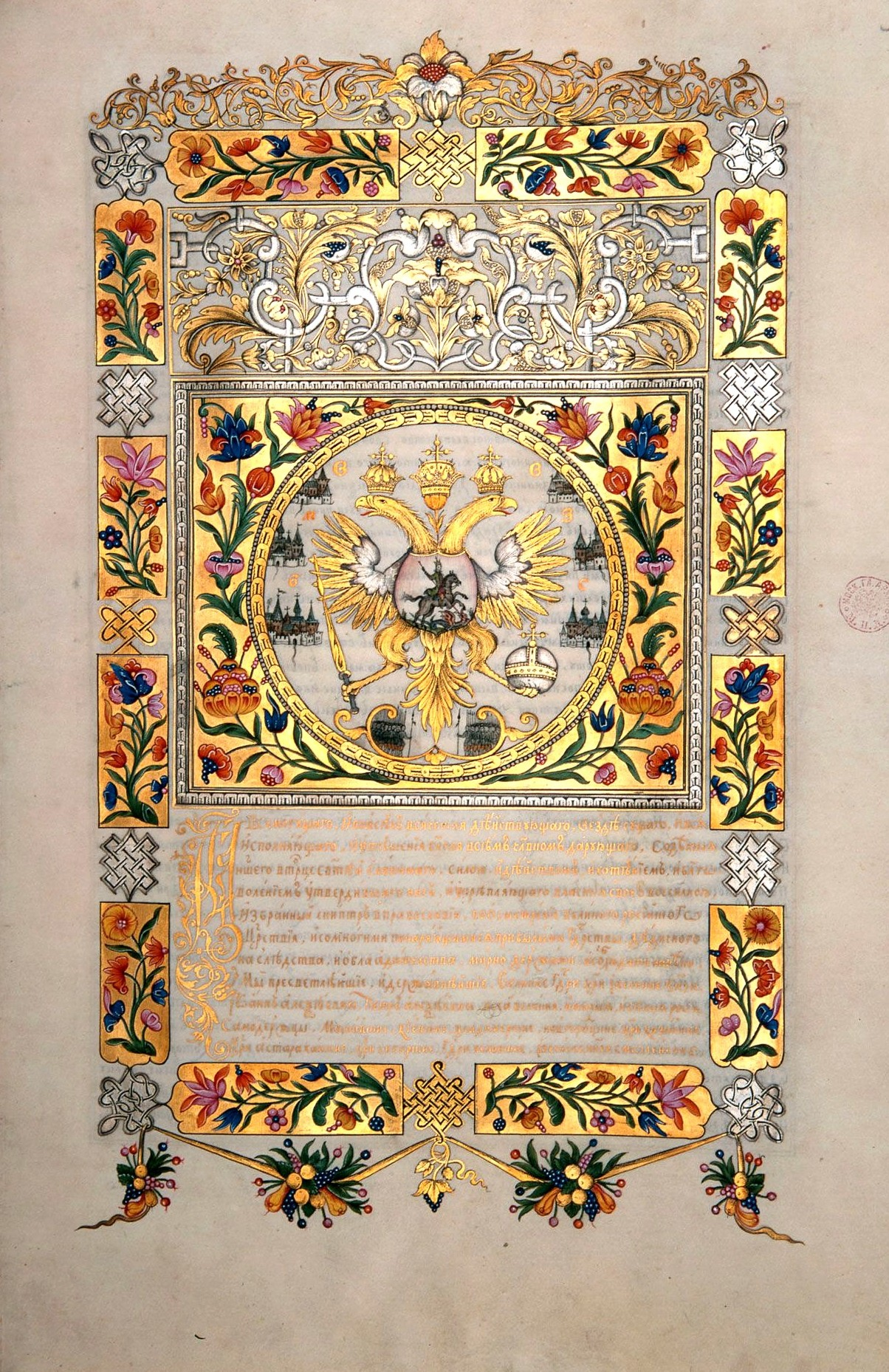
Dokument traktatu Grzymułtowskiego

Traktat Grzymułtowskiego (również Pokój Grzymułtowskiego, Pokój wieczysty ros. Вечный мир) – traktat pokojowy zawarty 6 maja 1686 w Moskwie między Rzecząpospolitą a Carstwem Rosyjskim. Tzw. wieczysty mir, utrwalał warunki rozejmu andruszowskiego z 1667 r.
W imieniu Rzeczypospolitej podpisali go wojewoda poznański Krzysztof Grzymułtowski i kanclerz wielki litewski Marcjan Aleksander Ogiński.

## Negocjacje
W kwietniu 1678 r. toczyły się w Lublinie rozmowy pomiędzy posłami moskiewskimi a senatorami Rzeczypospolitej zmierzające do zawarcia wieczystego pokoju pomiędzy obu państwami, które zakończyły się niepowodzeniem. Dnia 17 sierpnia 1678 roku Rzeczpospolita Obojga Narodów i Państwo Moskiewskie zawarły układ o przedłużeniu rozejmu andruszowskiego na kolejnych trzynaście lat. Car Fiodor III Romanow zwrócił wówczas państwu polsko-litewskiemu niewielkie skrawki terytorium, w tym trzy miasta Newel, Wieliż i Siebież, a także obiecał wypłacić 200 tys. rubli, co stanowiło około 1 mln złotych. Wszystkie kwestie sporne miały być rozpatrzone przez specjalną komisję. Kwestie budzące wątpliwości (status Kijowa wraz z okręgiem, który wg rozejmu andruszowskiego Rosjanie mieli zachować tylko na 2 lata) postanowiono pozostawić do rozstrzygnięcia w przyszłości. Dalsze rozmowy na temat traktatu pokojowego były następnie prowadzone w Zwierowiczach i Kadzyniu nad rzeczką Horodnią, wzdłuż której biegła granica między Rzecząpospolitą i Carstwem Rosyjskim. Negocjacje następnie prowadzono w Moskwie, gdzie polska delegacja przybyła pod koniec lutego 1686 roku. W imieniu małoletnich carów, Iwana V i Piotra I, regencję sprawowała ich siostra Zofia, a faktycznie rządy pozostawały w rękach kniazia Wasyla Golicyna. On to wraz z bojarem Borisem Szeremietiewem prowadził rozmowy z posłami Rzeczypospolitej. Na początku maja uzgodniono ostateczne warunki pokoju, a traktat podpisano 6 maja.

## Postanowienia
- Traktat kończył prawnie wojnę polsko-rosyjską rozpoczętą w 1654, której działania wojenne przerwano w 1667 rozejmem andruszowskim.
- Rzeczpospolita zrzekała się:
  - Ukrainy Lewobrzeżnej z Kijowem (miasto miało wrócić w ręce Polaków w 1669 roku, ale Rosja nigdy nie wycofała wojsk z Kijowa i nie zrzekła się władzy w tym mieście),
  - ziem województwa smoleńskiego,
  - ziem województwa czernihowskiego,
- Rzeczpospolita gwarantowała wolności dla prawosławnych zamieszkujących jej terytorium (co było pretekstem do mieszania się Rosji w sprawy Rzeczypospolitej w następnym wieku), ponieważ prawosławna metropolia kijowska została w tym samym roku przejęta pod zwierzchnictwo patriarchatu moskiewskiego, w konsekwencji przejścia Kijowa pod panowanie rosyjskie[4].
- Rosja ze swej strony zrobiła to samo w sprawie wolności religijnej dla katolików. Możliwości kontroli ze strony Rzeczypospolitej były iluzoryczne, wobec braku hierarchii Kościoła rzymskokatolickiego w Carstwie Rosyjskim
- Rosja zobowiązała się do przymierza z Polską przeciwko Imperium Osmańskiemu i Chanatowi Krymskiemu, przyznając Rzeczypospolitej subsydium w wysokości 146 000 rubli (730 000 złotych polskich).
- Dawni posiadacze dóbr położonych na terenach włączonych do Carstwa Moskiewskiego otrzymali ze skarbu carskiego odszkodowanie, które jednak realnie dotarło do ich rąk dopiero 6 lat później (1692).

Postanowienia traktatu król Jan III Sobieski zaprzysiągł w Kamienicy Królewskiej we Lwowie 21 grudnia 1686, w obecności poselstwa rosyjskiego Szeremietiewa.
Po jego zawarciu Rosja sprzymierzyła się z Ligą Świętą przeciw Imperium Osmańskiemu i Tatarom. Skierowała ona głównie swoje siły na Azow nad Morzem Czarnym i Chanat Krymski.
Traktat podpisany przez wojewodę Grzymułtowskiego i przyjęty przez króla Jana III Sobieskiego podczas jego powrotu z wyprawy do Wołoszczyzny na posiedzeniu Senatu we Lwowie w 1686 roku, jednak nie został nigdy ratyfikowany, nie został potwierdzony uchwałą sejmową aż do czasu sejmu konwokacyjnego w 1764 roku.
Iwan V i Piotr I Aleksiejewiczowie, carowie moskiewscy ratyfikowali traktat pokoju wieczystego między Rzecząpospolitą i Państwem Moskiewskim w dniu 18 czerwca 1686 roku w Moskwie.
Traktat zakończył niepowodzeniem dwudziestoletnie próby zmiany niekorzystnej dla Rzeczypospolitej sytuacji na wschodzie Europy i był uznawany w Polsce za klęskę, jednak granice ustalone w traktacie pozostały stabilne aż do I rozbioru w 1772 roku.

## Źródła
- Tekst dokumentu pokoju zawartego między Rosją a Rzecząpospolitą podpisanego 26 kwietnia (6 maja) 1686 r. w Moskwie (ros.)